# Fred Nicole
Frédéric «Fred» Nicole (* 21. Mai 1970 in Le Lieu) ist ein Schweizer Kletterer, der insbesondere für zahlreiche Erstbesteigungen von Boulderproblemen und Kletterrouten am Fels bekannt ist. Er ist weltweit der erste Kletterer, dem ein Boulder im Grad 8C gelang.

## Karriere
Fred Nicole begann 1983 mit seinem Bruder François zu klettern. Bereits mit 16 Jahren gelang es ihm 1987, die Route Le toit d’Auguste zu begehen. Diese war von Patrick Berhault erstbegangen worden und damals mit einem Grad von 8b+ (5.14a) eine der schwersten Sportkletterrouten. 1993 kletterte er Bain de Sang, die dritte mit 9a (5.14d) bewertete Route der Welt.
Neben diesen Erfolgen im Seilklettern ist Fred Nicole aber vor allem für das Freilegen und Projektieren zahlreicher Boulderprobleme bekannt. Viele dieser wurden seither zu Klassikern in der Kletterszene und Fred Nicole dadurch zum Boulder-Pionier. 1992 kletterte er den weltweit ersten 8B (V13), La Danse des Balrogs. Vier Jahre später kletterte er den ersten mit dem Grad 8B+ (V14) bewerteten Boulder, Radja. Mit dem Boulder Dreamtime in Cresciano gelang es ihm im Jahr 2000 schliesslich als erstem Kletterer überhaupt, einen Boulder mit dem Grad 8C (V15) zu durchsteigen.
Zwischen 1991 und 1994 nahm Fred Nicole auch am Kletterweltcup teil. Sein bestes Resultat ist ein vierter Platz 1991 in Tokio in der Disziplin Lead.

## Weitere Projekte
Fred Nicole setzt sich für mehr Umweltschutz ein.
2019 entwickelte er mit Five Ten und Adidas Terrex einen Kletterschuh, den Five Ten Aleon. Zu seinen Sponsoren zählen Arc’teryx, Prana und Black Diamond.

## Erfolge (Auswahl)

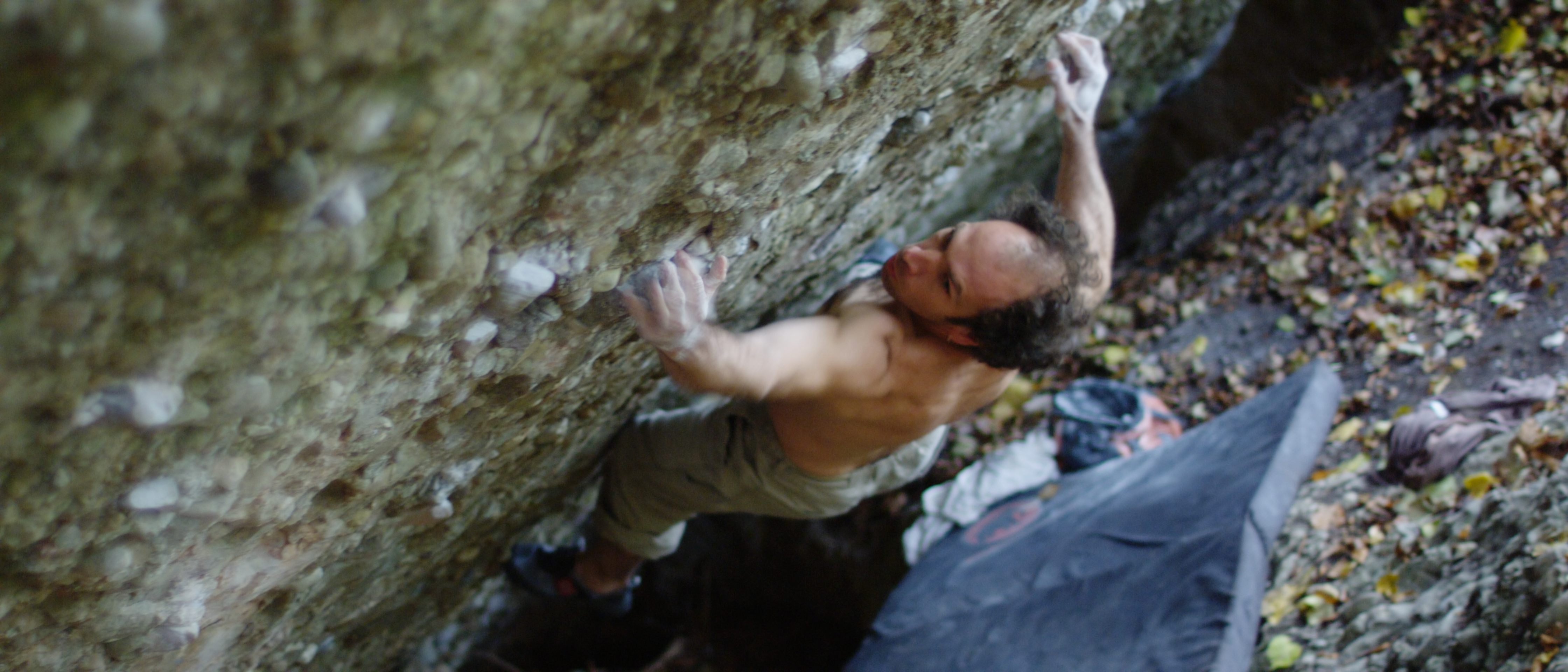
Fred Nicole beim Klettern des Boulders Le Boa (8C/V15) 2011.

### Boulder

#### 8B (V13)
- La Danse des Balrogs – Branson (Fully), Schweiz – 1992 – Erste Begehung eines Boulders mit dem Grad 8B überhaupt

#### 8B+ (V14)
- Radja – Branson (Fully), Schweiz – 1. März 1996 – Erste Begehung eines Boulders mit Grad 8B+ (V14) überhaupt[10]
- Coeur de Lion – Hueco, Texas – 1998[11]
- Oliphants Dawn – Rocklands, Südafrika – 2010[12]

#### 8C (V15)
- Dreamtime – Cresciano, Schweiz – 28. Oktober 2000 – Erste Begehung eines Boulders mit Grad 8C (V15) überhaupt, seit 2009, nach dem Abbruch eines Griffes,  8B+ (V14)[1]
- Entlinge – Murgtal, Schweiz – 2005 – Erstbegehung
- Terremer – Hueco, Texas – 2006[11]
- Witness The Fitness – Ozark Mountains, USA – 23. Dezember 2006 – Zweitbegehung nach Chris Sharma[13]
- Le Boa – Walensee, Schweiz – 2011[14]

### Sportklettern

#### 8b+ (5.14a)
- Le toit d'Auguste – Loubières, Frankreich – 1987 – Begehung im Alter von nur 16 Jahren

#### 9a (5.14d)
- Bain de Sang – Saint-Loup, Schweiz – 1993 – Erstbegehung, dritte 9a-Route überhaupt[15]
- La Chimère – Saint-Loup, Schweiz – 2002 – Erstbegehung[16]
- L'isola che non c'è – Amden, Schweiz – 2009 – Erstbegehung[17]
- Legacy – Rocklands, Südafrika – 2019 – Zweitbegehung nach Giuliano Cameroni[18]